# تشاه درويش (مغوية)
تشاه درویش (بالفارسية: چاه درویش) هي قرية تقع في إيران في الناحية المركزية. يقدر عدد سكانها بـ 152 نسمة .